# Оттон I (герцог Саксонії)
Оттон I Ясновельможний (нім. Otto der Erlauchte, бл. 836 — 30 листопада 912) — герцог Саксонський з 880 року, маркграф Тюринзький з 908 року. Молодший син Людольфа, герцога Саксонського, і Оди, дочки графа Біллунзького.

## Біографія
Оттон отримав владу над Саксонією після загибелі свого старшого брата Бруно у битві з норманами 2 лютого 880 року. Чи іменувався він герцогом вже тоді, невідомо. Оттон носив титули графа Південної Тюрингії, графа Айхсфельда і світського абата Герсфельда. У 908 році він поставив під контроль Саксонії всю територію Тюрингії. Оттон воював з норманами і слов'янами, а в 894 році брав участь у поході до Італії. Згідно з повідомленням Відукінда Корвейского, після смерті останнього правителя Східного Франкського королівства з династії Каролінгів Людовика IV Оттон добровільно відмовився від запропонованого йому титулу короля на користь Конрада I. Помер через менше року після виборів короля і похований в монастирській церкві Гандерсгаймі.

## Родина
Дружина — Гедвіга Бабенберзька, дочка графа Генріха Франконского.
Діти:
- Танкмар (до 876 — до 912)
- Людольф (до 876 — до 912)
- Генріх I Птахолов (876—936), герцог Саксонії і маркграф Тюрингії з 912 року, король Східно-Франкського королівства з 919
- Ода (померла після 952). 1 чоловік — із 897 Цвентібольд, (помер 900 року), король Лотарингії з 895, 2 чоловік — з 900 Герхард I (бл. 870/875 — 22 червня 910), граф Меца
- Ліутгарда (померла 21 січня 923), абатиса Гандерсхейма в 919—923